# فالويتهنكشتم
فالويتهنكشتم (بالإنجليزية: Valvaithankoshtam)‏ هي منطقة سكنية تقع في الهند في ضاحية كنياكماري. يقدر عدد سكانها بـ 16,698 نسمة .